# 䲎魚河

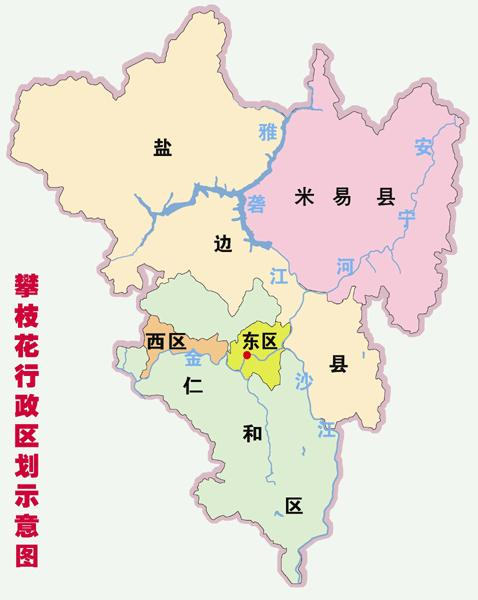
䲎鱼河位于盐边县北部地区，如今是二滩水库的主要组成部分。

䲎鱼河或鳡鱼河，是中国长江上游金沙江的二级支流，汇入金沙江一级支流雅砻江右岸。总长94千米，流域面积3040平方千米，年均流量100立方米每秒。自然落差1760米。水能理论蕴藏量24万千瓦。干流位于四川省攀枝花市盐边县境内，是盐边县北部地区除雅砻江外最大河流。河流仅在沙地以下约6公里长的末段称䲎鱼河，沙坝以上称三源河，由永兴河、惠民河、新坪河三源汇流而成。自永兴河与惠民河汇合口至注入雅砻江，长约24公里，横贯盐边县北部地区中心。二滩水电站建成蓄水后，三源河与䲎鱼河被完全淹没成狭长人工湖。

## 名称

### 河流
「鳡鱼河」本名为「䲎鱼河」，「䲎」字在当地读音为「gǎn」，但通常在字典上并无收录此读音和义项，这种情况在西南地区的地名上常见，比如「鲹鱼河」和「摸鱼鲊」等地名用字也未被字典收录。字典上「䲎」仅作为「鯘」和「鮾」的异体字，普通话读音为「něi」，由繁体的「魚」和「敢」二字组成。中华人民共和国推行简化字后，并未简化「䲎」字。但渡口市及攀枝花市官方及民间均生造了简化的「鱼」和「敢」组成的简化「䲎」字。进入计算机时代后，由于此简化的「䲎」字并不存在于字库中而无法输入，而很多输入法对繁体「䲎」字的输入也支持不佳。故包括政府在内现在常以「鳡」字借代「䲎」字，或用「鱼敢」二字表示一个字。
䲎鱼河还曾被称为「西安河」，1954年美国陆军制图局1:25万中国地形图NG47-8（永胜）分图上用威妥瑪拼音和汉字对照标注「HSI-AN HO 西安河」。

### 地名
鳡鱼彝族乡位于䲎鱼河末段，本名为「䲎鱼乡」，后在行政区划注册时已使用「鳡」字注册，使「鳡」取代「䲎」成为行政区划名称正式用字。在2019至2020年行政区划调整中，鳡鱼彝族乡被撤销，划入渔门镇。鳡鱼村管辖范围也有所调整。

### 桥梁
二滩水库上跨越䲎鱼河的「鳡鱼大桥」，桥梁名称在招标、建设等各种场合均使用了「鳡」字。

## 历史
河岸边原有盐边老县城健康镇（古称阿所拉），在二滩水电站库区淹没线以下，国家遂于1990年7月将攀枝花市建市初期由会理县划入攀枝花市郊区管辖的雅砻江和金沙江左岸安宁、新民、红格、和爱、新九转划予盐边县，并在安宁桐子林大坪地建立盐边新县城。